# Martin Lopez
Pour les articles homonymes, voir Martin Lopez (homonymie) et Lopez.
Martin Lopez est un batteur suédois, né le 20 mai 1978 à Stockholm. Il est connu pour avoir joué pendant 8 ans dans le groupe Opeth. Il est actuellement le membre fondateur et batteur percussionniste du groupe Suedois Soen depuis 2010.

## Biographie
Il rejoint Opeth en 1998 après avoir quitté Amon Amarth. On peut l'entendre sur l'album Once Sent From the Golden Hall. Avec Opeth, il enregistre My Arms, Your Hearse, Still Life, Blackwater Park, Deliverance, Damnation et Ghost Reveries sorti en été 2005. Son jeu à la batterie sur ces albums présente de fortes influences latines ainsi que jazz. Il reste néanmoins polyvalent puisqu'il démontre bien qu'il peut, habilement et rapidement, transiter entre un jeu doux et mélodique et une double pédale brutale digne d'un death metal, quoique sa véritable force réside dans son aisance à produire un vrai son progressif, visiblement inspiré de groupes tels que Tool et King Crimson : un très grand percussionniste.
Les problèmes fréquents de Martin (telle qu'une crise d'anxiété sur la tournée Lamentations ou encore la phobie de l'avion) et un diagnostic d'empoisonnement de sang sont les effets d'une maladie qu'il a contracté. En outre, Martin Lopez est hospitalisé à plusieurs reprises entre 2002 et 2004 pour un problème aux poumons lié à une très forte consommation de tabac. Mikael Akerfeldt déclare à la presse en 2004 que Martin souffre d'un trou au niveau d'un de ses poumons, cela l'handicapant pour jouer et assurer les concerts.
Le 12 mai 2006, Martin Lopez est officiellement remplacé par Martin Axenrot. Le leader d'Opeth, Mikael Åkerfeldt, souhaite que tout aille mieux pour Martin car il a aidé considérablement le groupe tout au long de ces années.
Le 18 mai 2008, Martin Lopez rejoint Jonas Reslan (projet duo suédois, plus précisément à Stockholm), pour un nouveau groupe : Fifth To Infinity. Leur Myspace dispose de quelques photos et de deux chansons intitulées : Death Shall Wake Us All (8 min 30) et Master Unbound (6 min). On retrouve un style proche d'Opeth avec un côté sombre donnant aux pistes un style proche de l'album Déliverance d'Opeth et on retrouve le souffle de Lopez avec un jeu de double pédale assez vif. Lopez joue toujours sur la marque de batterie Premier : Signia Marquis, et cymbales Sabian dont 1 Zildjan oriental (marquée de rouge).
Entre-temps, en 2005, il avait initié la formation d'un groupe nommé Soen avec le guitariste Kim Platbarzdis. Le projet sera repris en 2010 avec l'arrivée à la basse de Steve DiGiorgio (ancien membre de Testament ou encore Iced Earth) et de Joel Ekelöf au chant. Le groupe sort son premier album en 2012, Cognitive, mélange de rock et de métal progressif.
Le 6 décembre 2015 l'album Omnipotent Transdimensional Soulfire de Fifith to Infinity est mis en ligne sur le site bandcamp.